# チック・コリア
チック・コリア（英語: Chick Corea、1941年6月12日 - 2021年2月9日）は、アメリカのジャズピアニスト、キーボーディスト、作曲家、ミュージシャンである。本名はアルマンド・アンソニー・コリア（英語: Armando Anthony Corea）。

## 来歴
1941年6月12日、アメリカ合衆国マサチューセッツ州チェルシーに生まれた。父親はイタリア南部にルーツがあり、ジャズ・トランペッターでもあった。4歳の頃よりピアノを習い始めた。高校を卒業後、ニューヨークにあるジュリアード音楽院に進学する。
1964年頃からブルー・ミッチェル、ハービー・マン、モンゴ・サンタマリアらとの共演からキャリアをスタートする。1966年、デビュー・アルバム『トーンズ・フォー・ジョーンズ・ボーンズ』を録音（発表は1968年）。
1968年後半からハービー・ハンコックに替わりマイルス・デイヴィスのグループに加入。『イン・ア・サイレント・ウェイ』、『ビッチェズ・ブリュー』などのアルバムに参加する。この頃からマイルスの指示でエレクトリック・ピアノ（フェンダー・ローズ）を弾くようになる。当初この楽器を嫌っていたチックだが、1970年代にはチックのサウンドに欠かせない楽器となっていく。
1960年代末、彼はアバンギャルドなアプローチを見せ、マイルス・グループでもライブでの演奏はフリー・ジャズの要素が強い。
1970年、マイルス・グループを脱退した後、ベースのデイヴ・ホランド、ドラムのバリー・アルトシュルとグループ「サークル」を結成。後にサックスのアンソニー・ブラクストンが加入し、フリー・ジャズ寄りの演奏を展開する。

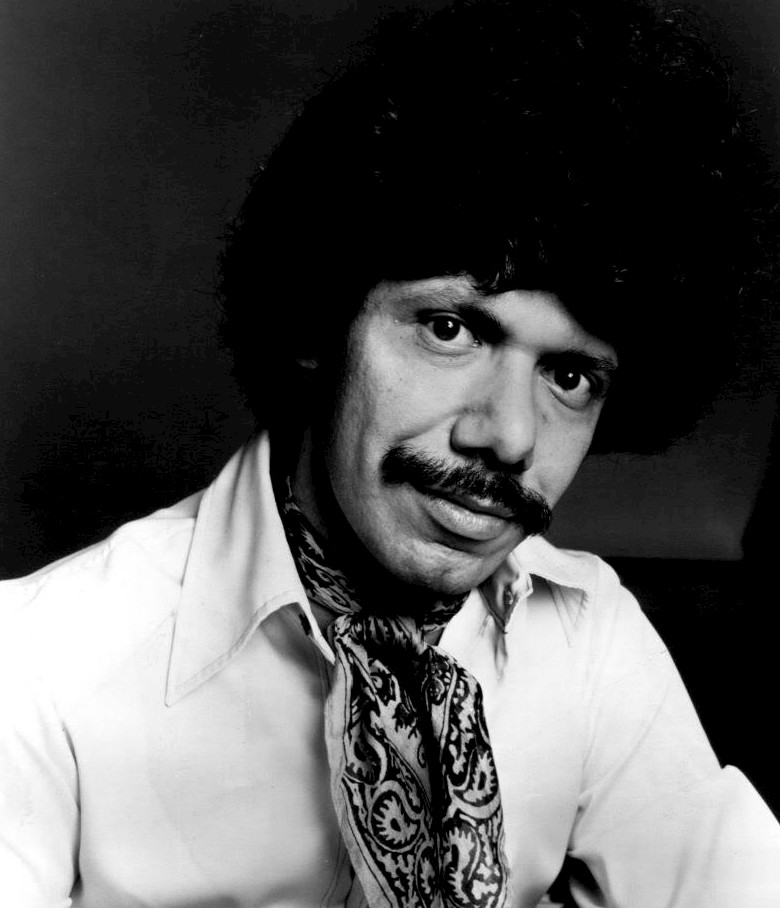
1970年代（1976年）

1971年、ベーシストのスタンリー・クラークらとクロス・オーバー/ジャズのバンド「リターン・トゥ・フォーエヴァー」を立ち上げ、ECMレコードからアルバム『リターン・トゥ・フォーエヴァー』を1972年に発表。カツオドリ（カモメとするのは間違い）のジャケットで有名なこのアルバムは1970年代ジャズ・フュージョン・アルバムとしてはヒット作となる。卓越した演奏技術に裏打ちされたこのバンドは数々の作品を生み出し、トップアーティストとしての地位を確立する。中でも『ライト・アズ・ア・フェザー』に収録されている「スペイン」は現在でも他の演奏家にプレイされ続ける、ジャズの、また彼自身の代表曲である。当初、フローラ・プリムやアイアート・モレイラなどブラジル系のメンバーが中心であったためラテン色の強いグループであったが、彼らの脱退後1973年にはギタリストのビル・コナーズが、1974年にはビルに替わってアル・ディ・メオラが加入し、よりロック色の濃い方向性になった。
1978年、リターン・トゥ・フォーエヴァーを解散したチックは、『フレンズ』、『スリー・クァルテッツ』などエレクトリックにもストレート・アヘッドなジャズにも、時にはクラシックに挑戦したりと多彩な活動を続ける。
1985年、ジョン・パティトゥッチ、デイヴ・ウェックルと「チック・コリア・エレクトリック・バンド」を結成。1987年、パティトゥッチとウェックルをリズム・セクションに迎えた「チック・コリア・アコースティック・バンド」としてのライブ活動を開始。1989年、スタンダードを中心としたアコースティック・バンド名義のアルバム『スタンダーズ・アンド・モア』を録音・発表した。
1992年、ユニバーサル・ミュージック配給の元、自己レーベル「ストレッチ・レコード」をスタート。だがGRPレコードとの契約上、ストレッチからの自作のリリースは、1995年発表の『タイム・ワープ』からとなった。1997年、アコースティック楽器によるセクステット「オリジン」を結成し、ライブ・アルバム2作のリリースを経て、1999年にはコリアの自宅で録音されたスタジオ・アルバム『チェンジ』を発表した。

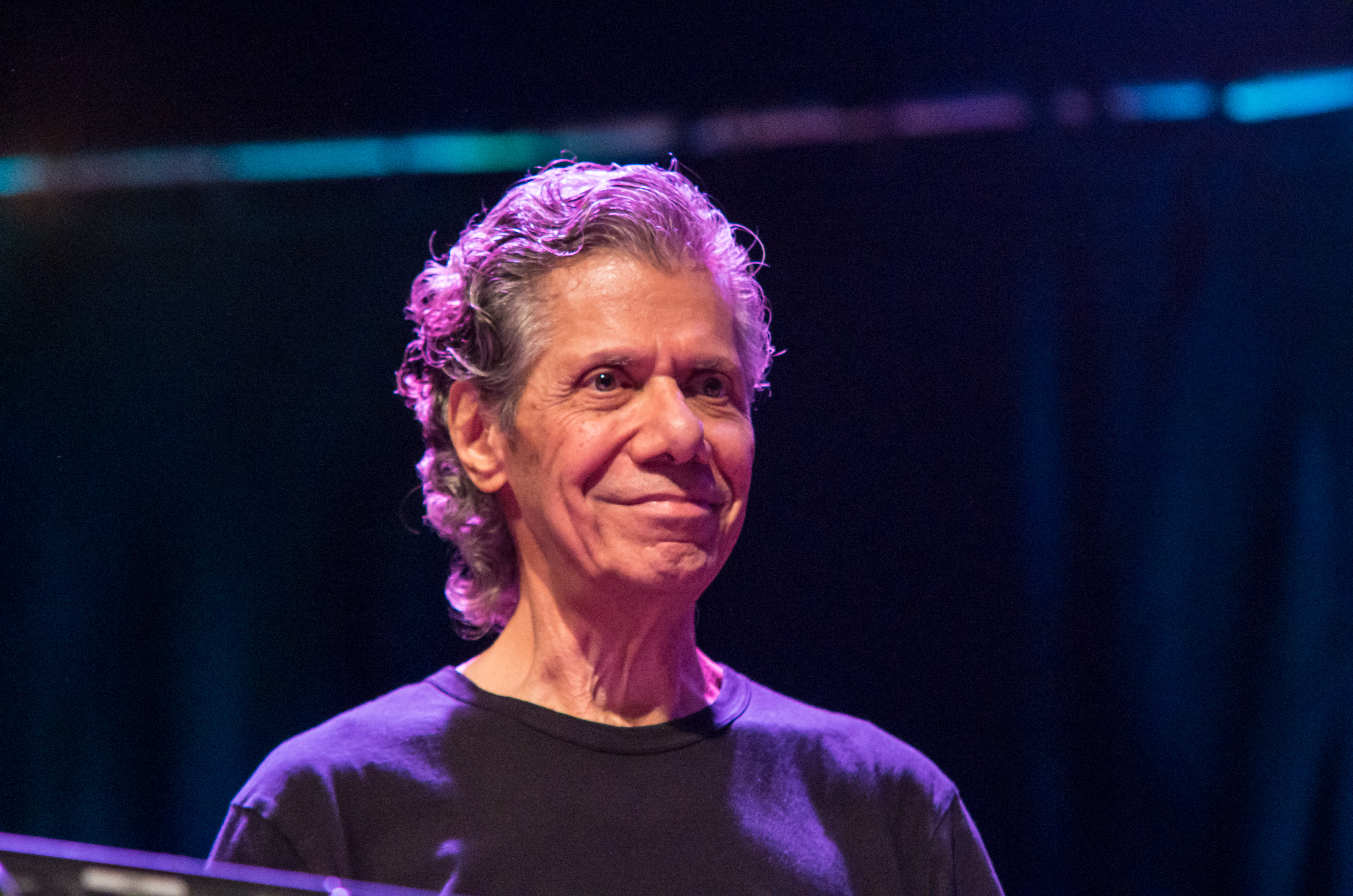
晩年期（2019年）

2004年、エレクトリック・バンドをオリジナル・メンバーで復活、『トゥ・ザ・スターズ』を発表。2006年、かつての盟友スティーヴ・ガッド、そしてクリスチャン・マクブライドとアルバム『スーパー・トリオ』を制作・発表、2007年、リターン・トゥ・フォーエヴァーの再々結成発表、2008年、上原ひろみとのピアノ・デュオで日本武道館公演を行うなど、その活動のエネルギーと多彩さは晩年まで衰えることがなかった。
夫人はマハヴィシュヌ・オーケストラへの参加などで知られるキーボード奏者ゲイル・モラン、彼女はコリアの作品でボーカルを聞かせる場合もある。
2021年2月9日、癌により死去。79歳没。

## 音楽性

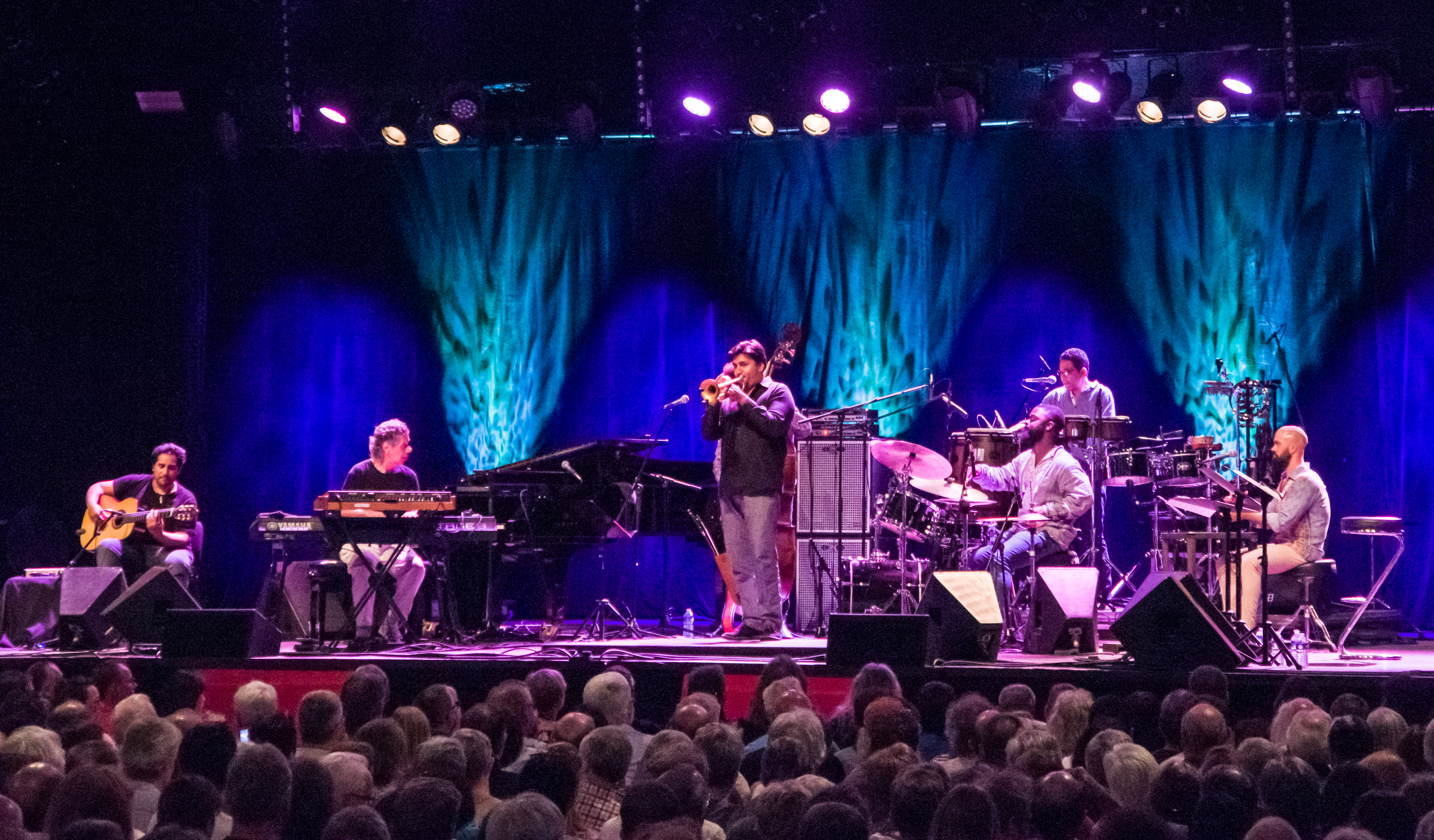
チック・コリア・アコースティックバンド（2019年）

ジャズを基本に、ボサノヴァ、ロック、クラシックなどの要素を織り交ぜたプレイを見せた。
初期にはビバップ、フリージャズ、マイルス・デイヴィスとのエレクトリック・ジャズ/ジャズ・ロック、リターン・トゥ・フォーエヴァーでのクロスオーバー、フュージョンと作風を変えていった。さらにロイ・ヘインズ、ゲイリー・バートンとも共演した。オーケストラと共演しクラシック音楽を演奏するなどの活動も行った。
ジャズ界でも多作家として知られ、1970年代には1年に2枚以上のペースで、多い年には4枚を発売した。

## ディスコグラフィ

### リーダー作品
- 『トーンズ・フォー・ジョーンズ・ボーンズ』 - Tones for Joan's Bones（1966年録音）(Vortex) 1968年
- 『ナウ・ヒー・シングス、ナウ・ヒー・ソブス』 - Now He Sings, Now He Sobs（1968年録音）(Solid State) 1968年
- 『イズ』 - Is（1969年5月11日～13日録音）(Solid State) 1969年
  - 『サンダンス』 - Sundance（1969年5月11日～13日録音）(Groove Merchant) 1972年。
のち The Complete "Is" Sessions (Blue Note) 2002年に収録。（CD 2枚組）
- 『ザ・ソング・オブ・シンギング』 - The Song of Singing（1970年4月録音）(Blue Note) 1971年
- デイヴ・ホランド、バリー・アルトシュルと共同名義, 『A.R.C.』 - A.R.C.（1971年1月録音）(ECM) 1971年
- 『チック・コリア・ソロ Vol.1』 - Piano Improvisations Vol. 1（1971年4月録音）(ECM) 1971年
  - 『チック・コリア・ソロ Vol.2』 - Piano Improvisations Vol. 2（1971年4月録音）(ECM) 1972年
- ゲイリー・バートンと共同名義, 『クリスタル・サイレンス』 - Crystal Silence（1972年録音）(ECM) 1973年
- 『妖精』 - The Leprechaun (Polydor) 1976年
- 『マイ・スパニッシュ・ハート』 - My Spanish Heart（1976年10月録音）(Polydor) 1976年
- 『マッド・ハッター』 - The Mad Hatter (Polydor) 1978年（ハービー・ハンコックが2曲に参加）
- ハービー・ハンコックと共同名義, 『イン・コンサート』 - An Evening with Herbie Hancock & Chick Corea: In Concert（1978年2月録音）(Columbia) 1978年（ライヴ）
  - ハービー・ハンコックと共同名義, 『イン・コンサート (デュオ・ライヴ)』 - CoreaHancock（1978年2月録音）(Polydor) 1979年（ライヴ）
- 『シークレット・エージェント』 - Secret Agent（1978年録音）(Polydor) 1978年
- 『フレンズ』 - Friends（1978年録音）(Polydor) 1978年
- ゲイリー・バートンと共同名義, 『デュエット』 - Duet（1978年10月23日-25日録音）(ECM) 1979年
- 『デルファイ Vol.1：ソロ・ピアノ』 - Delphi I（1978年10月26日、27日録音）(Polydor) 1979年
  - 『デルファイ Vol.2：ノース・ブラジル・チック・コリア・ソロ』
  - 『デルファイ Vol.3』 - Delphi II & III（1978年10月26日、27日録音）(Polydor) 1980年
- ゲイリー・バートンと共同名義, 『チック・コリア&ゲイリー・バートン・イン・コンサート』 - In Concert, Zürich, October 28, 1979（1979年10月28日録音）(ECM) 1980年（ライブ）
- 『タップ・ステップ』 - Tap Step（1979年12月、1980年1月録音）(Warner Bros.) 1980年
- 『スリー・クァルテッツ』 - Three Quartets（1981年1月、2月録音）(Stretch) 1981年
- ジョー・ヘンダーソン、ロイ・ヘインズ、ゲイリー・ピーコックと共同名義, 『ライヴ・イン・モントルー』 - Live in Montreaux（1981年7月録音）(Stretch) 1994年（ライブ）
- ミロスラフ・ヴィトウス、ロイ・ヘインズと共同名義, 『トリオ・ミュージック』 - Trio Music（1981年11月録音）(ECM) 1982年
- 『タッチストーン』 - Touchstone (Stretch) 1982年
- 『アゲイン・アンド・アゲイン』 - Again & Again（1982年3月録音）(Elektra/Musician) 1983年
- ニコラス・エコノムと共同名義, 『On Two Pianos』 - On two pianos（1982年6月録音）(Deutsche Grammophon) 1983年（「Münchner Klaviersommer」におけるライブ）
  - フリードリヒ・グルダと共同名義, 『ザ・ミーティング』 - The Meeting（1982年6月録音）(Philips) 1983年（「Münchner Klaviersommer」におけるライブ）
- フリードリヒ・グルダと共同名義, 『チック・コリア・ファンタジー（2台のピアノのための幻想曲）』 - Fantasy for Two Pianos (TELDEC) 1983年
- ゲイリー・バートンと共同名義, 『セクステットの為の抒情組曲』 - Lyric Suite for Sextet（1982年9月録音）(ECM) 1983年
- 『チルドレンズ・ソングズ』 - Children's Songs（1983年7月録音）(ECM) 1984年
- スティーヴ・クジャラと共同名義, 『果てしない旅』 - Voyage (ECM) 1984年
- ミロスラフ・ヴィトウス、ロイ・ヘインズと共同名義, 『夜も昼も』 - Trio Music, Live in Europe（1984年9月録音）(ECM) 1986年（ライブ）
- 『七重奏曲』 - Septet（1984年10月録音）(ECM) 1985年
- ボビー・マクファーリンと共同名義, 『スペイン：ボビー・マクファーリン＆チック・コリア・スーパー・コンサート』 - Play（1990年6月録音）(Blue Note) 1992年（ライブ）
- 『星影のステラ〜チック・コリア・ソロ・ピアノ』 - Expressions (GRP) 1994年
- 『タイム・ワープ』 - Time Warp (Stretch) 1995年
- ボビー・マクファーリンと共同名義, 『プレイ・アマデウス』 - The Mozart Sessions (Sony Classical) 1996年
- チック・コリア・アンド・フレンズ名義, 『バド・パウエルへの追想』 - Remembering Bud Powell（1996年録音）(Stretch) 1997年
- ゲイリー・バートンと共同名義, 『ネイティヴ・センス』 - Native Sense - The New Duets (Stretch) 1997年
- ゲイリー・バートン、パット・メセニー、ロイ・ヘインズ、デイヴ・ホランドと共同名義, 『ライク・マインズ』 - Like Minds（1997年12月録音）(Concord) 1998年
- ロンドン・フィルハーモニー管弦楽団と共同名義, 『コンチェルト』 - Corea.concerto (Sony Classical) 1999年
- 『ソロ・ピアノ・パート 1：オリジナル』 - Solo Piano - Originals (Part One)（1999年11月録音）(Stretch) 2000年
  - 『ソロ・ピアノ・パート 2：スタンダード』 - Solo Piano - Standards (Part Two)（1999年11月録音）(Stretch) 2000年
- トロンハイム・ジャズ・オーケストラと共同名義, 『リターン・トゥ・フォーエヴァー：ライヴ・イン・モルデ』 - Live In Molde（2000年7月録音）(MNJ) 2005年（ライブ）
- 『過去、現在、未来』 - New Trio: Past, Present & Futures (Stretch) 2001年
- 『ランデヴー・イン・ニューヨーク』 - Rendezvous in New York (Stretch) 2003年（ライブ。CD 2枚組）
- 『アルティメット・アドヴェンチャー』 - The Ultimate Adventure（2005年録音）(Stretch) 2006年
- ベラ・フレックと共同名義, 『エンチャントメント (魔法)』 - The Enchantment (Concord) 2007年
- ゲイリー・バートンと共同名義, 『ニュー・クリスタル・サイレンス』 - The New Crystal Silence（2007年5月、7月録音）(Concord) 2008年（ライブ。CD 2枚組）
- 上原ひろみと共同名義, 『デュエット』 - Duet（2007年9月録音） (Universal) 2008年
- ジョン・マクラフリンと共同名義, 『ファイヴ・ピース・バンド・ライヴ』 - Five Peace Band Live (Concord) 2009年（ライブ。CD 2枚組）
- スタンリー・クラーク、レニー・ホワイトと共同名義, 『フォーエヴァー』 - Forever（2009年9月、11月、12月録音）(Concord) 2011年（ライブ。CD 2枚組）
- エディ・ゴメス、ポール・モチアンと共同名義, 『ファーザー・エクスプロレイションズ〜ビル・エヴァンスに捧ぐ』 - Further Explorations（2010年録音）(Concord) 2011年（ライブ。CD 2枚組）
- ステファノ・ボラーニと共同名義, 『オルヴィエート』 - Orvieto（2010年12月録音）(ECM) 2011年
- ゲイリー・バートンと共同名義, 『ホット・ハウス』 - Hot House (Concord) 2012年
- 『チック・コリア：協奏曲《大陸》、他』 - The Continents: Concerto for Jazz Quintet & Chamber Orchestra (Deutsche Grammophon) 2012)（CD 2枚組）
- 『ザ・ヴィジル』 - The Vigil (Concord) 2013年
- 『トリロジー』 - Trilogy (Universal) 2013年（ライブ。CD 3枚組）
- Solo Piano – Portraits (Concord) 2014年（CD 2枚組）
- ベラ・フレックと共同名義, 『驚異のデュオ・ライヴ!』 - Two (Stretch) 2015年（CD 2枚組）
- The Musician: Live at The Blue Note Jazz Café (Concord) 2017年（CD 3枚組）
- スティーヴ・ガッドと共同名義、『チャイニーズ・バタフライ』 - Chinese Butterfly with Steve Gadd (Stretch) 2018年（CD 2枚組）
- 『トリロジー2』 - Trilogy 2 (Universal) 2018年（ライブ。CD 2枚組）
- 『ザ・スパニッシュ・ハート・バンド』 - Antidote (Concord) 2019年
- 『プレイズ』 - Plays (2018年録音) (Concord Jazz) 2020年

### コンピレーション
- Inner Space（1966年）(Atlantic) 1973年
- Chick Corea Compact Jazz (Polydor) 1987年
- Best of Chick Corea（1966年-1970年）(Blue Note) 1993年
- Selected Recordings (ECM) 2002年
- Very Best of Chick Corea  (Universal) 2004年
- ハービー・マンと共同名義, Herbie Mann-Chick Corea: The Complete Latin Band Sessions (Gambit) 2007年（CD 2枚組）
- 『ファイヴ・トリオ BOX』 - Five Trios (Stretch) 2007年（CD 6枚組）

1. Dr. Joe （アントニオ・サンチェス、ジョン・パティトゥッチと共演）
2. From Miles （エディ・ゴメス、ジャック・ディジョネットと共演）
3. Chillin' in Chelan （クリスチャン・マクブライド、ジェフ・バラード（英語版）と共演）
4. The Boston Three Party （エディ・ゴメス、アイアート・モレイラと共演）
5. Brooklyn, Paris to Clearwater （アドリアン・フェロー（英語版）、リッチー・パーシェイ（英語版）と共演）

- 『エレクトリック・チック』 - Electric Chick（1976年～1978年）(Verve/jazz club) 2008年

### サークル
- 『サークリング・イン』 - Circling In（1968年3月、1970年4月、8月録音）(Blue Note) 1975年
- 『サーキュラス』 - Circulus（1970年4月、8月録音）(Blue Note) 1978年
- 『サークル 1：ライヴ・イン・ジャーマニー・コンサート』 - Circle 1: Live in Germany Concert（1970年11月録音）(CBS/Sony) 1970年
- 『パリ・コンサート』 - Paris Concert（1971年2月録音）(ECM) 1971年
- 『サークル 2：ギャザリング』 - Circle 2: Gathering（1971年5月録音）(CBS/Sony) 1971年

### リターン・トゥ・フォーエヴァー
- チック・コリア名義, 『リターン・トゥ・フォーエヴァー』 - Return to Forever（1972年2月録音）(ECM) 1972年
- 『ライト・アズ・ア・フェザー』 - Light as a Feather（1972年10月録音）(Polydor) 1972年
- 『第7銀河の讃歌』 - Hymn of the Seventh Galaxy（1973年8月録音）(Polydor) 1973年
- 『銀河の輝映』 - Where Have I Known You Before（1974年7月、8月録音）(Polydor) 1974年
- 『ノー・ミステリー』 - No Mystery（1975年1月録音）(Polydor) 1975年
- 『浪漫の騎士』 - Romantic Warrior（1976年2月録音）(Columbia) 1976年
- 『ミュージックマジック』 - Musicmagic（1977年1月、2月録音）(Columbia) 1977年
- 『ザ・コンプリート・コンサート』 - Live（1977年5月録音）(Columbia) 1977年（ライブ）
- 『リターンズ：リユニオン・ライヴ』 - Returns（2008年7月～9月録音）(Eagle) 2009年（ライブ）
- チック・コリア、スタンリー・クラーク、レニー・ホワイト名義、『フォーエヴァー』 - Forever（2009年録音）(Concord) 2011年（ライブ。CD 2枚組）※第54回グラミー賞（最優秀ジャズ・インストゥルメンタル・アルバム）
- 『ザ・マザーシップ・リターンズ』 - The Mothership Returns（2011年録音）(Concord) 2012年（ライブ。CD 2枚組）

### チック・コリア・エレクトリック・バンド
- 『ザ・チック・コリア・エレクトリック・バンド』 - The Chick Corea Elektric Band（1986年録音）(GRP) 1986年
- 『ライト・イヤーズ』 - Light Years (GRP) 1987年
- 『アイ・オブ・ザ・ビホルダー』 - Eye of the Beholder (GRP) 1988年
- 『インサイド・アウト』 - Inside Out (GRP) 1990年
- 『ビニース・ザ・マスク』 - Beneath the Mask（1991年録音）(GRP) 1991年
- 『ペイント・ザ・ワールド』 - Elektric Band II: Paint the World (GRP) 1993年
- 『トゥ・ザ・スターズ』 - To the Stars（2004年録音）(Stretch) 2004年

### チック・コリア・アコースティック・バンド
- Summer Night-live（1987年10月録音）(Jazz Door) 1994年（ベオグラードにおけるライブ）
- 『スタンダーズ・アンド・モア』 - Chick Corea Akoustic Band (GRP) 1989年 ※第32回グラミー賞（最優秀ジャズ・インストゥルメンタル・パフォーマンス（グループ））
- 『ラウンド・ミッドナイト』 - Alive（1989年録音）(GRP) 1991年（ライブ）
- 『ライヴ・フロム・ザ・ブルーノート東京』 - Live from Blue Note Tokyo（1992年録音）(Stretch) 1996年（「ブルーノート東京」におけるライブ）
- 『LIVE』 - Live（2018年1月録音）(Stretch) 2018年（イタリアにおけるライブ。CD 2枚組）

### チック・コリア＆オリジン
- 『チック・コリア＆オリジン』 - Live at The Blue Note（1997年12月録音）(Stretch) 1998年（ニューヨーク「ブルーノート」におけるライブ）
- 『ア・ウィーク・アット・ザ・ブルーノート』 - A Week at The Blue Note（1998年1月録音）(Stretch) 1998年（ニューヨーク「ブルーノート」におけるライブ。CD 6枚組）
- 『チェンジ』 - Change (Stretch) 1999年